# Ela Darling

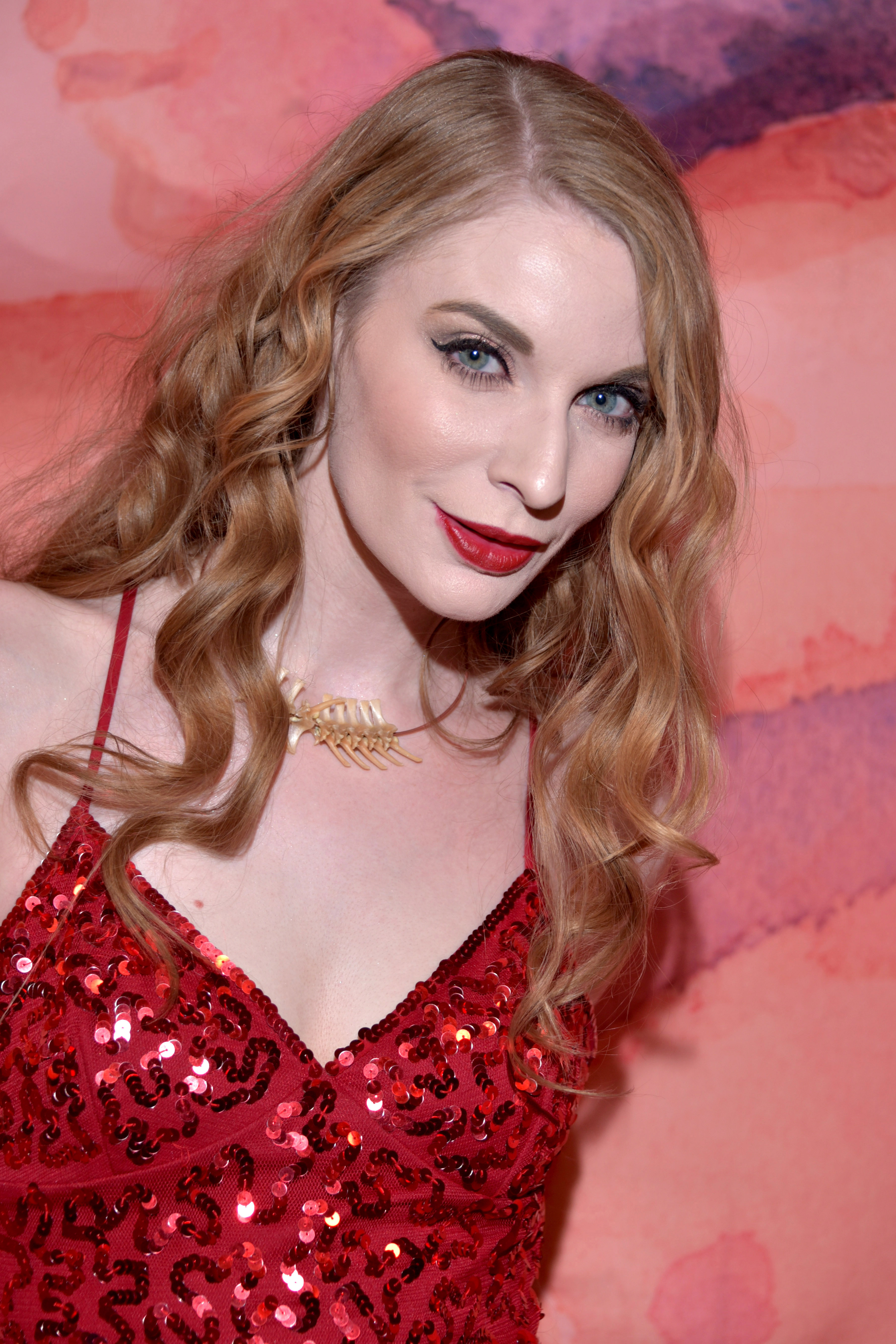
Ela Darling bei den Pornhub Awards 2019

Ela Darling (* 23. Juni 1986 in Santa Clara County, Kalifornien als Rebecca Gail Krznarich) ist eine US-amerikanische Pornodarstellerin, Schauspielerin und Mitbegründerin der Firma VRTube.xxx. 2014 setzte sie als erste die Technologie der virtuellen Realität für die Aufnahme einer erotischen Filmszene ein.

## Leben und Karriere
Darling schloss ein Studium mit dem Master of Library Science an der University of Illinois ab und arbeitete zunächst als Bibliothekarin, bevor sie Schauspielerin wurde und schließlich ein eigenes Unternehmen gründete.
Ela Darling hielt Vorträge auf zahlreichen Fachkonferenzen zum Thema Virtuelle Realität. 2016 beschrieb sie Allan Amato in seinem Buch Slip: Naked in Your Own Words.
2016 wies sie bei dem South by Southwest Festival drauf hin, dass ihrer Meinung nach Patentinhaber die Entwicklung der Teledildotechnologie verhindern würden. Mit einer Stellungnahme zu den Auswirkungen von Sexrobotern auf die Pornofilmindustrie erregte sie im Oktober 2017 großes Aufsehen.
2018 gewann den XBIZ Award als „Crossover Star of the Year“.

## Filmografie (Auswahl)
- 2015: Bob’s Boners and Other Porn Parodies
- 2016: Assventure Time
- 2016: Ten Inch Mutant Ninja Turtles: The XXX Parody